# Leende dansmusik 94
Leende dansmusik 94 är ett studioalbum från 1994 av det svenska dansbandet Matz Bladhs.

## Låtlista
1. Klockorna ska ringa
2. När lindarna blommar
3. Jag ska älska dig
4. Spara lite ärlek till mig
5. Det kan aldrig bli som förr
6. Mitt hjärtas telefon
7. Som förtrollad av dig
8. Röda rosor, vita lögner
9. Ett litet minne
10. Tror du att jag förlorad är
11. Mina allra bästa minnen
12. Hipp, hurra
13. Brevet som hon sände
14. Nu vet jag vad kärlek är